# Färgklämman
Färgklämman, eller Colortag, är en svensk uppfinning för att stöldskydda butiksvaror som kläder, assessoarer och skor.
Färgklämman består av två plastbrickor, som sitter på var sin sida om textilstycket, fästade i varandra med en nål. Den har en patenterad färgampull med gastryck, som utlöses och missfärgar varan, om försök görs att ta isär brickorna på felaktigt sätt. 
Bröderna Klas och Kjell Stoltz samt deras svåger Bo Gustavsson bildade 1981 företaget Färgklämman AB för att utveckla en stöldvarningsbricka utan larm, en idé som de arbetat med sedan 1979.
Färgklämman introducerades 1983 på den svenska marknaden, och började exporteras under varumärket "Colortag" 1985. Färgklämman tillverkades först som legoprodukt, och senare i företaget Färgklämmans Colorplast-fabrik i Järfälla kommun.